# Rossana Rory
Rossana Rory, nome d'arte di Rossana Coppa (Roma, 7 settembre 1927 – Ciampino, 1º aprile 2020), è stata un'attrice e modella italiana.

## Biografia
Appena diciassettenne, comincia a lavorare come fotomodella posando principalmente per lo stilista Vincenzo Ferdinandi e come attrice di fotoromanzi sui settimanali Sogno, Luna Park e Cine Illustrato, diventando presto popolare presso questa categoria di appassionati lettori.
Debutta nel cinema, in una parte secondaria, nel film Licenza premio, scelta dal regista di origini austriache Max Neufeld.
Successivamente lavorerà anche con Rossellini ma, non contenta della sua carriera in ruoli secondari, parte per Londra per seguire i corsi di recitazione presso la Royal Academy of Dramatic Art, con la speranza di sfondare ad Hollywood.
La scarsa fortuna avuta la convince al ritorno in Italia, dove prende parte al film El Alamein di Malatesta, e successivamente a quello che sarà il suo film più riuscito, ovvero I soliti ignoti (1958), dove ha modo di interpretare il personaggio di Norma, in maniera estremamente valida.
Dopo la parentesi del film con Monicelli, tornerà ai film di cappa e spada, sino a L'eclisse di Michelangelo Antonioni, dopo il quale uscirà per sempre dai set cinematografici.

## Filmografia

### Cinema
- Licenza premio, regia di Max Neufeld (1951)
- Core 'ngrato, regia di Guido Brignone (1951)
- Europa '51, regia di Roberto Rossellini (1952)
- Perdonami!, regia di Mario Costa (1953)
- In amore si pecca in due, regia di Vittorio Cottafavi (1954)
- Piccola santa, regia di Roberto Bianchi Montero (1954)
- I cavalieri dell'illusione, regia di Marc Allégret (1954)
- La riva della paura (The River Changes), regia di Owen Crump (1956)
- I falsari di Cuba (The Big Boodle), regia di Richard Wilson (1957)
- La sfida dei fuorilegge (Hell Canyon Outlaws), regia di Paul Landres (1957)
- El Alamein, regia di Guido Malatesta (1957)
- I soliti ignoti, regia di Mario Monicelli (1958)
- La spada e la croce, regia di Carlo Ludovico Bragaglia (1958)
- Capitan Fuoco, regia di Carlo Campogalliani (1958)
- La sposa bella (The Angel Wore Red), regia di Nunnally Johnson, Mario Russo (1960)
- Robin Hood e i pirati, regia di Giorgio Simonelli (1960)
- Torna a settembre (Come September), regia di Robert Mulligan (1961)
- Jessica, di Jean Negulesco (1962)
- L'eclisse, regia di Michelangelo Antonioni (1962)

### Televisione
- The Errol Flynn Theatre – serie TV, episodi 1x16-1x21 (1957)

## Prosa televisiva Rai
- Padri e figli, di Ivan Turgheniev, regia di Guglielmo Morandi (1960)

## Doppiatrici
- Rina Morelli in Core 'ngrato
- Micaela Giustiniani in Europa '51
- Renata Marini in Perdonami!
- Monica Vitti in I soliti ignoti
- Dhia Cristiani in La spada e la croce
- Rosetta Calavetta in Capitan Fuoco
- Rita Savagnone in La sposa bella